# Federação das Indústrias do Estado do Ceará
A Federação das Indústrias do Estado do Ceará (FIEC) é a entidade de representação do setor industrial cearense. Com sede na cidade de Fortaleza, possui bases instaladas em municípios importantes da Região Metropolitana, Região Norte, Vale do Jaguaribe e Cariri. Atualmente, é presidida pelo empresário Ricardo Cavalcante e possui 40 sindicatos patronais associados. A FIEC é composta pelo Serviço Nacional de Aprendizagem Industrial (SENAI Ceará), o Serviço Social da Indústria (SESI Ceará), e o Instituto Euvaldo Lodi (IEL Ceará). Conta, ainda, com o Centro Internacional de Negócios (CIN Ceará) e o Observatório da Indústria. 

## História
A FIEC surgiu da reunião de cinco sindicatos em 12 de maio de 1950:
- Sindicato da Indústria de Fiação e Tecelagem em Geral do Estado do Ceará,
- Sindicato da Construção Civil de Fortaleza,
- Sindicato da Indústria de Calçados de Fortaleza,
- Sindicato da Indústria de Tipografia de Fortaleza e
- Sindicato de Alfaiataria e Confecção de Roupas para Homens de Fortaleza.

## Presidentes
|    |  | Presidente                          | Período     |
| -- |  | ----------------------------------- | ----------- |
| 1  |  | Waldyr Diogo de Siqueira            | 1950 - 1962 |
| 2  |  | Thomás Pompeu de Souza Brasil Netto | 1962 - 1971 |
| 3  |  | José Raimundo Gondim                | 1967 - 1970 |
| 4  |  | Francisco José Andrade de Silveira  | 1971 - 1977 |
| 5  |  | José Flávio Leite Costa Lima        | 1977 - 1986 |
| 6  |  | Luiz Esteves Neto                   | 1986 - 1992 |
| 7  |  | Fernando Cirino Gurgel              | 1992 - 1999 |
| 8  |  | Jorge Parente Frota Júnior          | 1999 - 2006 |
| 9  |  | Roberto Proença de Macêdo           | 2006 - 2014 |
| 10 |  | Jorge Alberto Vieira Studart Gomes, | 2014 - 2019 |
| 11 |  | José Ricardo Montenegro Cavalcante  | 2019 - 2024 |